# Vörösmarty utca (stanice metra v Budapešti)
Vörösmarty utca je stanice linky M1 budapešťského metra. Byla otevřena veřejnosti v roce 1896. Leží na křižovatce ulice Andrássy út a Vörösmarty utca. Stanice je postavena ve stejném stylu, jako ostatní stanice na žluté lince M1.